# Adam Urbanik
Adam Urbanik – krakowski grafik i scenograf.

## Życiorys
Od 1971 roku związany z Telewizją Kraków. Autor opracowań graficznych i scenografii programów publicystycznych, rozrywkowych, teledysków, filmów oraz spektakli Teatru Telewizji. Absolwent Wydziału Grafiki Akademii Sztuk Pięknych w Krakowie. Dyplom w 1975 roku w Pracowni Litografii prof. Włodzimierza Kunza. W latach 1976–1981 prowadził galerię Mały Rynek w Krakowie.
Udział w wystawach rysunku i grafiki w kraju i za granicą. Laureat głównej nagrody Velika Diploma za rysunek na 5. Międzynarodowym Biennale Portretu w Tuzli (Jugosławia) – 1988 r. i głównej nagrody Velika Diploma za grafikę na XII INTERBIFEP – Międzynarodowym Biennale Portretu w Tuzli (Bośnia i Hercegowina) – 2004 r.
Żona Małgorzata, syn Miłosz, córka Gabriela.